# 水野勝長
水野 勝長（みずの かつなが）は、能登西谷藩主、のちに下総結城藩の初代藩主で、5代で無嗣除封となった水野宗家の備後福山藩の初代藩主・水野勝成の曾孫。水野宗家6代。

## 生涯
延宝7年（1679年）6月4日、旗本水野勝直の長男として江戸で生まれる。
元禄8年（1695年）に将軍徳川綱吉に初めて披露される。
元禄11年（1698年）に福山藩の第5代藩主水野勝岑が早世したため、その養子となって水野家の名跡を継ぐことを許され、能登羽咋郡西谷に1万石を与えられる。
元禄12年、小姓並から小姓に進み、従五位下に任官し隠岐守を名乗る。
元禄13年、下総結城に転封となり、翌14年に3000石加増される。
元禄16年にはさらに5000石の加増があり、結城城築城を命ぜられ城主に列する。正室は鹿沼藩主・内田出羽守正衆の娘。
同年3月頃から病に倒れ、6月頃に一時的に回復したが、同年12月22日に江戸の神田橋邸で病死した。享年25。跡を弟で養嗣子の勝政が継いだ。

## 系譜
父母
- 水野勝直（実父）
- 大出氏 ー 側室（実母）
- 水野勝岑（養父）

正室
- 内田正衆の娘

養子
- 水野勝政 ー 実弟